# 明星花露水
明星花露水是清朝上海藥商周邦俊所研發調製的花露水品牌，現由中華民國新北市的明星化工生產。當時市面上主流兩種牌子，來自上海「林文烟」與香港「雙妹牌」都是易著色的黃色花露水，成為周的研發動機，製作出一款即便沾染在白色衣服上還能輕鬆洗淨的淡綠色花露水，也就是後來廣受歡迎的明星花露水。

## 名稱來由
周邦俊先生欲將明星花露水鮮明形象烙印在消費者腦海中，在當時風光絢麗的上海灘，成為明星是年輕女性們渴望的夢幻職業，周遂將這款新開發的花露水取名為「明星花露水」，迎合目標受眾的訴求同時，也寄予「明星香水，香水明星」的殷切期盼。

## 沿革

#### 緣起
1907年（清光緒三十三年），上海「中西大藥房」董事長周邦俊醫師參考《中華藥典》一書，以玫瑰、茉莉等多種花香精加上70%的食用酒精調配而成花露水，由公司化妝品部門銷售。

#### 從上海到台灣的轉型
1929年（民國18年），中西大藥房由周邦俊長女周文璣接手經營，將化妝品部門獨立成公司，創辦「明星香水肥皂廠」，大量生產與擴大經營、強化品牌。對日抗戰勝利後，公司與工廠員工曾達數千人、產量超過一千萬瓶的榮景，並在上海證券交易市場掛牌上市。隨著國共內戰上海淪陷，周家財產充公，周文璣不忍軍管會監控，考慮同行人被共產黨批鬥，在1949年藉口欲結束香港的倉庫，帶著配方輾轉逃到香港。兩年後抵達台灣，周文璣與早先到臺北設立分公司的錢一清、張明湧、張廷玉、謝兆裕等人決定重新開始，成立「明星化工股份有限公司」，生產花露水與爽身粉，一推出後即風靡全臺，供不應求。在1960至1970年代，成為當時女性的必備品。但隨後因為消費習慣的改變、平均收入的提高及其它外來香水產品的競爭，明星花露水的銷售開始每況愈下。1978年，明星化工將公司及廠房遷移至臺北縣土城鄉；1998年，周文璣過世，張明湧接任明星化工董事長。2003年，由於嚴重急性呼吸道症候群（SARS）在臺灣爆發，明星花露水因為酒精濃度約73%，與稀釋後的消毒用酒精相近，所以在當時又意外成為熱門產品。

#### 停產風波與新冠疫情
2018年底明星化工因設備老舊停產明星花露水，隔年三月[2]明星化工總經理郭超受訪表示，目前的狀況確實是「停產」，但不代表永久停產，停產是創新的必要過程，外界無須過多臆測，更沒有所謂的歇業規劃。2019年12月，明星化工授權給原為明星花露水的酒精供應商新加坡森晨貿易有限公司接手，並以「沿用原員工」為條件。2020年新冠疫情來襲，搶購不到75%酒精可消毒的民眾群起囤貨含有70-75%的酒精成份的「明星花露水」，造成一波購買潮，讓每日生產六千罐明星花露水都還供不應求。因新冠肺炎疫情造成消毒用酒精缺貨，明星花露水因其替代性再度熱銷。

#### 包裝更新
2021年新加坡森晨貿易有限公司委託大葉大學校友陳浩暘重新設計包裝，為瓶身包裝上小女孩設計。陳表示因為原手稿老舊且沒有留檔，加上身穿粉紅色舞群的女孩是消費者對明星花露水的共同記憶，因此僅在原有小女孩上進一步設定形象。辰指出台灣經過不同政權殖民與影響，呈現多元融合的文化風格，因此女孩設定由此出發。小女孩叫做小裙，出生於大稻埕，白皙的皮膚穿著粉色細肩帶裙裝，從小學習芭蕾舞，臉龐可愛卻透著堅毅的眼神，服飾、配件、妝感、生活型態等細節都呼應台灣歷史發展。

## 商品定位與客群移轉
最初，明星花露水作為頂級香水被擺放在百貨精品櫃中，在民國40、50年代偶爾也可以在雜貨舖中見到。在琳瑯滿目的商品雜貨舖中，明星花露水是當時時髦且高檔的商品，並且挑選消費者販售，姿態頗高。在上海時期，明星花露水甚至能替代外國香水，然而搬遷至台灣後，明星花露水因市場環境的轉變而改變。從百貨公司的銷售情況，更可以明星花露水變遷的見證。在1960年代，明星花露水仍以高級品牌形象在百貨公司銷售，但隨著社會經濟的發展，由於成本考量，在城市中除了餐廳和飯店的使用外，鄉村人民已開始大規模使用。根據1984年的報導指出，因明星花露水的市場開始向鄉村擴展，被社會視為「低級的香水」。因國民生活水準的提高，以及國際化和全球化的硬想下，台灣民眾對外國香水的追求日益增加，甚至在90年代人們會請親朋好友代購國外香水帶回台灣。此時的明星花露水已經轉型成衛浴芳香用品，不再像以前那樣主打化妝品用途，顯示國內市場在進口外國香水後，明星花露水的配方仍保持不變，導致消費客群轉變。
而當今明星花露水的使用經常聯想至國軍，導因於來台後為了因應明月、黑水仙等品牌花露水的競爭，周文璣決定採用薄利多銷的席銷策略，瞄準國軍官兵為消費主力，藉此站穩台灣市場。明星花露水果然因主攻國軍消費而出貨暢旺，堅持便宜價格穩定了軍中市場，也歸功於明星花露水品牌本身在大陸早已建立的知名度，讓當年隨著國民黨從大陸退守來台的軍人，成了明星花露水最忠實老客戶。除了軍人愛用，軍眷也成了明星花露水的愛用戶，時至今日，軍公教福利中心仍是明星花露水重要的銷售通路之一。
在台灣發展的這幾十年間，明星花露水不敵市場上包裝精美、巧立名目的進口香水，品類從一開始的「高級香水」，一路改成「大眾香水」，乃至今天的「衛浴芳香劑」。雖在香水市場中逐漸被淘汰，卻意外的在家庭清潔用品領域，闖出一片天。明星化露水作為明星化工的代表商品，在因應社會需求情境下選擇轉移產品定位的方式繼續運營。即便明星花露水出現銷售衰退，無法恢復於上海創業時的榮景，它的宣傳、香氣、包裝已深植人心，甚至成為跨越世代的共同記憶。

## 多元功能及用途
明星花露水作為植物調性的淡香水，最適合在夏季使用，於沐浴後擦拭解熱可活絡血液；流汗時噴灑在手腕、喉頭處能解熱；一般則適合噴灑在胸窩、腋下、肘彎、膝彎等部位。但是因為明星花露水酒精濃度高，故常被使用者當作其它用途：    
醒腦—當有昏睡感時擦在太陽穴或人中部位，或在洗澡時滴在浴缸。
祛臭—噴灑在廁所或其它有異味的場所，或是抹、灑在身上以去體味。在中華民國軍中文化中，是軍人打掃廁所的必備用品。
止癢—塗抹在被蚊蟲叮咬的部位。
消毒—噴灑或塗抹在需要消毒的地方，如電話話筒或是居家四週。
醒酒—在熱毛巾上灑數滴花露水，再敷在醉酒者的臉上及後腦，有醒酒止吐的效果。

## 誤用
飲用—由於明星花露水所含的酒精是食用酒精，因而據傳早期派駐在禁酒的中東伊斯蘭教國家的臺灣榮工處員工以花露水加水來解酒癮。[6] 然而其瓶身上即寫有「不可食用」標示。國內也出現喝下明星花露水而酒精中毒的案例，台北榮總毒物中心曾出現相關案例，絕對不可嘗試。

## 包裝特色
在台灣生產的明星花露水，瓶身採用墨綠色與淡綠色的花露水相呼應，也襯托正面有身穿粉色露肩裙裝，雙手捏著裙襬跳舞的女孩標誌，創造生動活潑形象，包裝背面另標有「越陳越香」四字，成為明星花露水的代表主視覺。

## 影視文學
- 作家白先勇在《台北人》中的〈永遠的尹雪艷〉一篇裡描述到「到了下半夜，兩個娘姨便捧上雪白噴了明星花露水的冰面巾，讓大戰方酣的客人們揩面醒腦，然後便是一碗雞湯銀絲面作了宵夜。」 描述來自上海百樂門舞廳當紅的尹雪艷小姐在台灣與好友熬夜打牌，用噴過明星花露水的面巾擦臉提神的畫面，是標準的上海作風。
- 作家朱天心曾於《想我眷村的弟兄們》、《古都》的作品當中，用明星花露水的氣味作為開場。
- 出現在三立台灣台的八點檔連續劇《世間情》第164集跟第175集。